# マウロ・タソッティ
マウロ・タソッティ（Mauro Tassotti、1960年1月19日- ）は、イタリア・ローマ出身の元サッカー選手、現サッカー指導者。ACミランの黄金期を支えた一人であり、1988年のソウルオリンピックではイタリア代表主将を務めた。1994年のワールドカップ米国大会に出場した。

## 経歴

### 選手時代
地元のクラブチームSSラツィオのユースアカデミーでキャリアをスタートさせ 、1978-79シーズン、11月5日のアスコリ・カルチョ戦にてセリエAデビューを果たした。デビュー1年目は、リーグ戦14試合に出場、2シーズン目にレギュラーに定着した。1980年には、トトネロスキャンダルにより、チームはペナルティーでセリエBに降格、同じくペナルティーでセリエBに降格することとなったACミランに移籍することとなる。
1980-81シーズン、ACミランに加入、チームは1シーズンでセリエAへの昇格を勝ち取った。ここでは長年に渡りレギュラーとして確実なプレーを見せ、フランコ・バレージ、アレッサンドロ・コスタクルタ、パオロ・マルディーニ、フィリッポ・ガッリらと共に鉄壁のDFラインを築き、ミランの黄金期を支えた。ラツィオ時代にはやや荒いプレーをすることが多かったが、移籍後は成長を遂げ、アルタフィー二からも賞賛されるプレーを見せるようになった。ミランでの通算出場数は583試合で、これはマルディーニ、バレージ、ジャンニ・リベラに次ぐ歴代4位の記録である。
1981-82シーズン、10月25日、自身初のミラノダービーでは、インテルのガブリエーレ・オリアーリを負傷させ、大きな批判を浴びた。このシーズン、バレージの不在が影響し、翌1982-83シーズンはセリエBに降格することとなったが、翌シーズンは1年で再昇格を勝ち取った。1983-84シーズン、2月26日のサンプドリア戦でセリエA初得点をマークした。1984-85シーズンから、ニルス・リードホルムが監督に就任すると、リードホルムの指導により、DFとして大きな成長を遂げた。この頃から右サイドバックとして、守備のみならず、果敢な攻撃参加も見せ、優れたクロスも供給するなど、現代仕様のサイドバックになった。
1988-89シーズン、チャンピオンズカップ決勝、FCステアウア・ブカレスト戦では1点目のゴールの起点となると、更にクロスでマルコ・ファン・バステンのゴールをアシストするなど、優勝に大きな役割を果たした。1990年のインターコンチネンタルカップ、オリンピア戦ではファン・バステンへスルーパスを送り、ファン・バステンのシュートを相手GKが弾いて、ゴールが生まれるなど、チームの2点目の起点となった。1993-94シーズン、これまで右サイドバックとしてレギュラーを務めてきたが、同じ右サイドバックのパヌッチが加入すると併用して起用された。またチャンピオンズリーグ決勝、FCバルセロナ戦ではバレージ、コスタクルタの出場停止という問題を抱え、バルセロナ優位という下馬評の中、キャプテンとして出場しロマーリオやストイチコフを抑え、優勝に貢献した。1994-95シーズン、パヌッチの台頭で大幅に出場機会を減らした。1995-96シーズン、最後のタイトルとなったリーグ優勝を果たした。1996-97シーズン終了後、バレージと共に引退した。
1988年のソウルオリンピック代表の経験はあったが、フル代表デビューは1992年10月14日のスイス戦で、32歳での代表デビューは、当時の最年長記録であった。1994年ワールドカップアメリカ大会では、グループリーグ初戦のアイルランド戦で先発出場、準々決勝のスペイン戦でも先発出場し、好プレーを見せていたが、ルイス・エンリケに肘打ちをして鼻骨骨折させ8試合出場停止という処分を受け、決勝のブラジル戦にも出場出来なかった。その後は高齢であった事もあり、代表に呼ばれることは無かった。

### 指導者時代
引退後はミランに残り、ユースでの指導を経て、2001年からアシスタントコーチに就任。2014年1月13日、マッシミリアーノ・アッレグリ監督解任を受けて、暫定監督に就任。その後、クラレンス・セードルフが監督となりアシスタントコーチに戻り、セードルフの後任のフィリッポ・インザーギの下でも留任した。2015年にシニシャ・ミハイロヴィチが監督に就任するとスーパーバイザーに異動。
2016年7月に現役時代から37年間勤めたACミランを退団、旧知のアンドリー・シェフチェンコの要請を受け、ウクライナ代表のアシスタントコーチ就任が発表された。

## 代表歴
- イタリア代表 1992-1994
  - 代表デビュー：1992年10月14日 vs スイス
  - 代表通算：7試合出場